# Чамли, Джордж, 4-й маркиз Чамли
Джордж Генри Хью Чамли, 4-й маркиз Чамли (англ. George Henry Hugh Cholmondeley, 4th Marquess of Cholmondeley; 3 июля 1858 — 16 марта 1923) — британский аристократ и наследственный лорд великий камергер Англии. Он занимал должность лорда-великого камергера во время правления короля Эдуарда VII (1901—1910).

## Биография
Родился 3 июля 1858 года в Киртлингтон-Парке, графство Оксфордшир, Англия. Прямой потомок сэра Роберта Уолпола, первого премьер-министра Великобритании. Единственный сын Джорджа Чамли, виконта Малпаса (1829—1869), и Сьюзен Кэролайн Дэшвуд (? — 1891), внук и преемник Уильяма Чамли, 3-го маркиза Чамли (1880—1884).
Поскольку его отец умер раньше деда, Джордж Чамли унаследовал землю, поместья и титул своего деда после его смерти в 1884 году. Он был титулован маркизом Чамли и графом Роксэвиджем в Пэрстве Соединённого королевства; графом Чамли, виконтом Малпасом и бароном Чамли в Пэрстве Англии, бароном Ньюбург в Пэрстве Великобритании и виконтом Чамли и бароном Ньюборо в Пэрстве Ирландии.
Джордж Чамли был лейтенантом чеширского йоменского полка. Позже он занимал должность заместителя лейтенанта графства Норфолк.

## Земли и поместья

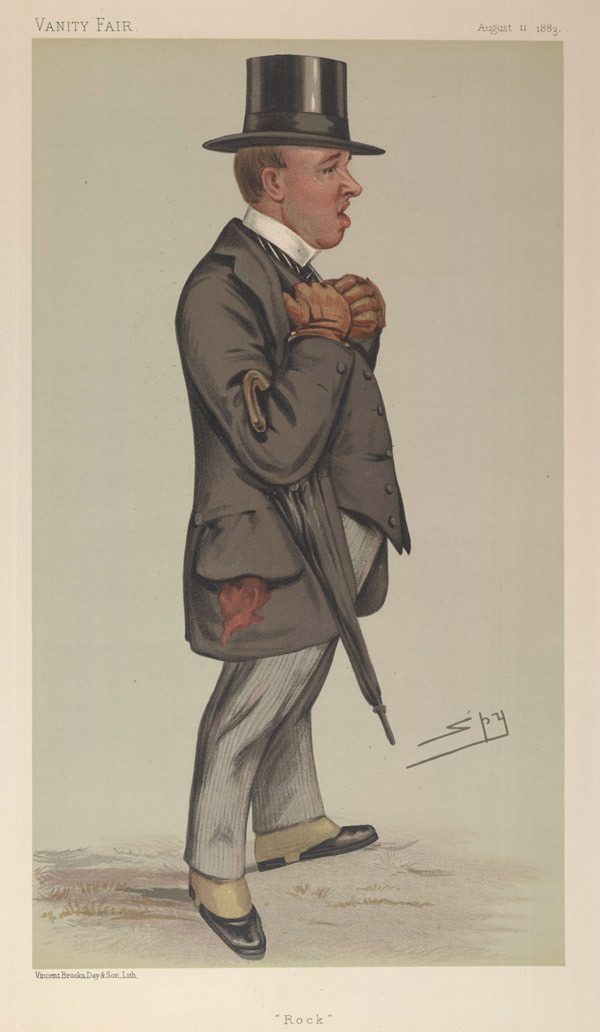
Карикатура на лорда Чамли «Лесли Уорд», Vanity Fair, 1883 год

Джордж Чамли унаследовал от своего деда около 34 000 акров (140 км2) земли. Семейными местами являются Хоутон-Холл, Норфолк, и замок Чамли, который окружен поместьем площадью 7500 акров (30 км2) недалеко от Малпаса, Чешир.
Семья Чамли купила Венбаны близ Уодхерста в Сассексе в середине 1890-х годов. После крупных реставрационных работ в 1920-х и 1930-х годах сообщалось, что деревенская ферма, расположенная всего в 50 милях (80 км) от Лондона, использовалась принцем Уэльским (позднее Эдуардом VIII) в качестве романтического места отдыха.

## Должность при дворе
Должность лорда великого камергера Англии была наследственной должностью в семье Чамли . Эта наследственная честь перешла в семью Чамли в результате брака первого маркиза Чамли с леди Джорджианой Шарлоттой Берти, дочерью Перегрина Берти, 3-го герцога Анкастера и Кестевена. Второй, четвертый, пятый, шестой и седьмой обладатели маркизата занимали этот пост.
4-й маркиз Чамли был назначен на этот пост в сентябре 1901 года после наследования престола королем Эдуардом VII в начале того же года. Он занимал этот пост до смерти короля, и в 1910 году его сменил его сын король Георг V. 24 июля 1901 года Джордж Чамли был назначен членом Тайного совета Великобритании.

## Семья
16 июля 1879 года в соборе Святого Георгия на Ганновер-сквер в Лондоне лорд Чамли женился на Уинифред Иде Кингскот (24 апреля 1862 — 25 октября 1938) . Невестой Чамли была дочерью полковника сэра Роберта Найджела Фицхардинджа Кингскота (1830—1908) и леди Эмили Мэри Керзон (1836—1910), а также внучкой Ричарда Керзон-Хоу, 1-го графа Хоу.
Дети от этого брака:
- Леди Леттис Джоан Чамли (23 мая 1882 — 2 ноября 1946), 1-й муж с 1911 года (развод в 1923) майор Сесил Прайс Харрисон; 2-й муж с 1923 года Сесил Уильям Шепард (? — 1963)
- Джордж Горацио Чарльз Чамли, 5-й маркиз Чамли (19 мая 1883 — 16 сентября 1968), старший сын и преемник отца
- Подполковник Лорд Джордж Хьюго Чамли (17 октября 1887 — 26 августа 1958)[9], 1-я жена с 1911 года (развод в 1921) Клэр Элизабет Тейлор (? 1925); 2-я жена с 1921 года (развод в 1948) Инна Марджори Гвендолин Пелли (? — 1969); 3-я жена с 1948 года Марджори Нелл Беккет (? — 1965).

## Смерть
20 февраля 1923 года маркиз Чамли был сброшен с лошади, когда ехал в замке Чамли. Лошадь споткнулась о корень дерева и перевернулась через всадника. У него было сломано бедро и другие травмы, но, похоже, он шел на поправку. Он неожиданно умер через три недели в возрасте 64 лет; его смерть была связана с сердечной недостаточностью. Это была его четвертая серьезная авария за 15 лет. В некрологе The Times написала, что маркиз «был в первую очередь спортсменом… несмотря на свой опыт и мастерство верховой езды, он был очень неудачливым наездником».
Его старший сын, Джордж Горацио, сменил его на посту 5-го маркиза Чамли.